# Selbstverbrennung
Selbstverbrennung ist eine Form des Suizids bzw. Suizidversuchs, bei der ein Mensch seinen eigenen Körper mit einem Brandbeschleuniger, beispielsweise Benzin, begießt und sich anzündet. Bei zahlreichen Selbstverbrennungen spielt eine psychische Krankheit eine Rolle, oftmals finden diese nicht in der Öffentlichkeit statt. Eine öffentliche Selbstverbrennung hingegen hat häufig zum Ziel, gegen einen Sachverhalt zu protestieren, zum Beispiel gegen die Besetzung eines Staates oder gegen Unterdrückung. Die Qual der Selbstverbrennung veranschaulicht dabei die Qual des empfundenen Unrechts, sei es materiell, politisch oder emotional. Außerdem scheint Betroffenen die qualvolle Selbsttötung geeignet, starke Emotionen zu wecken und dadurch die Eindringlichkeit der beabsichtigten Botschaft zu erhöhen.

## Selbstverbrennung als Suizid
Die Selbstverbrennung ist eine extrem schmerzhafte und nicht unbedingt effektive Suizidmethode, da diese durch Umstehende häufig vereitelt wird. Verbrennungspatienten bleiben während des Brandes sehr lange bei Bewusstsein und erleben dadurch die Schmerzen sehr intensiv. Die Furcht vor diesen Schmerzen ist es auch, die dazu führt, dass manche Opfer von Hochhausbränden einen Sprung in den sicheren Tod dem Verbrennen bei lebendigem Leib vorziehen. Die moderne Medizin kann vielen Schwerstverbrannten das Leben erhalten; oft ist eine spätere Entlassung aus dem Krankenhaus möglich, allerdings meist mit schweren Behinderungen und Entstellungen.

## Selbstverbrennung als Protest
Die moderne Geschichte der Selbstverbrennung als Protest beginnt mit dem berühmten Fall von Thích Quảng Đức, der sich 1963 selbst tötete, um gegen die Diskriminierung von Buddhisten unter dem Präsidenten Ngô Đình Diệm in Südvietnam zu protestieren. Die intensive Berichterstattung über Đứcs Flammentod und die weltweite Aufmerksamkeit, die ihm zukam, sorgten dafür, dass sich diese Praxis als Form des politischen Protests etablieren konnte. Nach Đứcs Tod kam es schon bald zu weiteren Selbstanzündungen in Vietnam, den USA und anderen Ländern. Anfänglich waren die meisten Fälle gegen die Außenpolitik der Vereinigten Staaten gerichtet. Durch die Selbstverbrennung des tschechoslowakischen Studenten Jan Palach im Jahre 1969 breitete sich diese Praxis auch auf die Staaten des Warschauer Paktes aus. Bis heute haben Selbstverbrennungen in dutzenden Ländern stattgefunden, wobei die verschiedensten politischen Anliegen damit verbunden werden. Eine soziologische Studie zählte 533 Fälle zwischen 1963 und 2002, wobei hier auch Protestsuizide mit eingeschlossen wurden, die durch andere Methoden, wie z. B. Erhängen oder Erschießen, vollzogen wurden. Auf der Basis derselben Definition zählte eine weitere Erhebung 298 Fälle von 2003 bis 2010, mit Rekordzahlen von 102 und 104 in den Jahren 2009 und 2010. Dabei können Selbstverbrennungen in drei verschiedenen Formen auftreten: als isolierte Einzelfälle, als Serien mit Unterbrechungen von mehreren Jahren oder Monaten (so z. B. bei der Kurdistan-Bewegung), oder als Wellen, bei denen sich eine Vielzahl von Menschen für dasselbe politische Ziel tötet und zwischen den Fällen nicht mehr als ein Monat vergeht (so z. B. bei den Konflikten um Tibet oder Telangana).
Selbstverbrennungen sind häufig öffentlich, dramatisch und eine Reaktion auf soziale und politische Konflikte. Daher werden sie für die Medien zu einem berichtenswerten Ereignis. Sie können als eine Form des altruistischen Suizids für einen kollektiven Zweck betrachtet werden. Im Gegensatz zu Selbstmordattentaten zielen sie im Normalfall nicht darauf ab, eine andere Person zu verletzen oder zu töten. Selbstanzündungen bekommen Aufmerksamkeit und werden aufgrund des besonders schmerzhaften Feuertods häufig als Martyrium betrachtet. Das Anliegen einer Selbstverbrennung wird häufig in einer Abschiedsnachricht ausgedrückt, die meist schriftlich verfasst wird. Durch ihre politischen Forderungen und Appelle sowie die Sichtweise auf den eigenen Tod unterscheiden sich diese Nachrichten stark von den Abschiedsbriefen nicht-politischer Suizide. Oft verfolgen sie eine komplexe politische Strategie, wie etwa in den Briefen von Jan Palach oder Artin Penik ersichtlich wird.

## Öffentliche Selbstverbrennungen in der Geschichte

### Selbstverbrennungen in Deutschland
- Am 18. August 1976 verbrannte sich in Zeitz der evangelische Pfarrer Oskar Brüsewitz aus Protest gegen die politischen Verhältnisse in der damaligen DDR.
- Am 16. November 1977 verbrannte sich der Tübinger Lehrer Hartmut Gründler in Hamburg während des SPD-Parteitages aus Protest gegen die „fortgesetzte regierungsamtliche Falschinformation“ in der Energiepolitik bzw. Atompolitik, besonders bezüglich der Endlagerung.
- Am 8. Februar 1978 verbrannten sich an der Kaiser-Wilhelm-Gedächtniskirche in Berlin eine Nonne und ein Mönch von Ananda Marga, Didi Uma und Dada Lokesh, mit bürgerlichen Namen Erika Ruppert und Helmut Kleinknecht; sie wollten mit ihrer Tat gegen die Verfolgung von Ananda Marga in Indien sowie die im Westen diesbezüglich herrschende Gleichgültigkeit protestieren.[5][6][7][8]
- Am 17. September 1978 verbrannte sich in Falkenstein im Vogtland (Sachsen, damals DDR) der evangelische Pfarrer Rolf Günther in der Kirche; möglicherweise diente ihm die Tat des Pfarrers Brüsewitz als Vorbild. Jedoch galten in diesem Fall innerkirchliche Konflikte als Ursache für die Selbstverbrennung.[9]
- Am 19. Oktober 1978 verbrannte sich Werner Greifendorf im Zuchthaus Cottbus während eines Freigangs im Hof, aus Protest gegen seine Haft.[10]
- Am 26. Mai 1982 starb die Türkin Semra Ertan an ihrem 25. Geburtstag, zwei Tage nachdem sie sich auf einem Hamburger Marktplatz aus Protest gegen die zunehmende Ausländerfeindlichkeit in Deutschland in Brand gesetzt hatte.[11]
- Am 10. Juni 1982 setzte sich Dietrich Stumpf auf einer Friedensdemonstration in Bonn selbst in Flammen, um ein Zeichen gegen den „Rüstungswahnsinn, der direkt auf den nächsten Weltkrieg zusteuert“ zu setzen. Zuvor hatte er eine Abschiedsnachricht an die Kieler Rundschau geschickt.[12]
- Bei von der Arbeiterpartei Kurdistans unterstützten Kurdenprotesten in Deutschland zündeten sich am 19. März 1994 in Mannheim die beiden Frauen Nilgün Yildirim („Berîvan“) und Bedriye Tas („Ronahî“) selbst an. Beide starben an ihren Verbrennungen.[13]
- Am 25. April 1995 verbrannte sich der 75-jährige Sudetendeutsche Reinhold Elstner aus Protest gegen die Wehrmachtsausstellung vor der Feldherrnhalle in München.
- In einer Solidaritätsaktion für politische Gefangene in der Türkei setzte sich Kazim Gülbag am 23. April 2001 vor dem Gefängnis in Regensburg in Brand. Vor dem Gebäude hatte er ein Transparent mit der Aufschrift „Ich protestiere gegen den faschistischen türkischen Staat und das Massaker in den Gefängnissen“ aufgehängt.[14]
- Am 31. Oktober 2006 verbrannte sich im Erfurter Augustinerkloster mit Roland Weißelberg ein weiterer evangelischer Pfarrer. Als Grund für seine Tat nannte der Pfarrer in einem Abschiedsbrief „Sorge vor der Ausbreitung des Islam“.[15]
- Am 13. Oktober 2012 zündete sich ein 32-jähriger Mann vor dem deutschen Reichstag in Berlin selbst an. „Nach Angaben der Polizei trug der 32-Jährige einen Abschiedsbrief bei sich. Man geht davon aus, dass die Hintergründe der Tat im privaten Bereich des Todesopfers liegen und nicht politisch motiviert sind.“ Vor der Tat stach er sich mit einem Messer in den Oberkörper, bevor er sich mit einer brennbaren Flüssigkeit übergoss und sich anzündete.[16]
- Am 30. November 2012 zündete sich ein 35-jähriger Gambier in einem Supermarkt in Köln an, um sich selbst umzubringen. Die Tat hatte er vorher angekündigt, nachdem er mit seiner Frau gestritten hatte. Nach acht Tagen starb er an den erlittenen Verbrennungen.
- Am 1. Mai 2013 zündete sich ein 46-jähriger Mann mit türkisch-bulgarischer Familienbiografie vor der Wohnung seiner Ex-Freundin in München an. Weil er vor ihrer Wohnung randalierte, erteilte ihm die Polizei einen Platzverweis. Er überlebte mit Verbrennungen zweiten und dritten Grades.
- Am 18. Februar 2014 zündete sich der 49-jährige Exil-Iraner Kahve Pouryazdani beziehungsweise Kaveh Yazdani[17][18] aus Protest gegen die deutsche Flüchtlingspolitik in der Tübinger Altstadt an. Er erlag bald darauf seinen Verletzungen.[19]
- Am 2. März 2015 konnte durch Objektschützer die Selbstverbrennung eines 47-Jährigen vor dem Berliner Reichstag verhindert werden.[20]
- Am 28. November 2016 beging der baden-württembergische Landtagsabgeordnete Wolfgang Raufelder am Brühler Rheinufer Suizid durch Selbstverbrennung.
- Im September 2018 verbrannte sich der Kurde Ümit A. aus Protest gegen den türkischen Präsidenten Erdogan.[21]
- Im Februar 2019 verbrannte sich ein Mann vor dem Krefelder Landgericht gegen die Isolationshaft von PKK-Chef Abdullah Öcalan und gegen deutsche Polizeigewalt.[22]
- Im Februar 2021[23] zündete sich ein 49-jähriger, aus der Türkei stammender Mann vor dem Sächsischen Landtag in Dresden an, wurde zunächst gelöscht, verstarb aber im Krankenhaus. Er war ein Anhänger der kurdischen, als Terrororganisation eingestuften PKK (Arbeiterpartei Kurdistans). Seit dem 15. Februar 1999 sitzt deren ehemaliger Vorsitzender und verehrter „Serok“ (Führer) Abdullah Öcalan in Haft. „Rund um dieses Datum kommt es weltweit immer wieder zu Protesten.“[24]
- Im September 2021 verbrannte sich eine 40-jährige iranische trans Frau auf dem Berliner Alexanderplatz und erlag wenig später ihren Verletzungen.[25][26]

### Selbstverbrennungen im übrigen Europa

#### Albanien
- Im Oktober 2012 zündeten sich die beiden albanischen ehemaligen politischen Gefangenen Lirak Bejko und Gjergj Ndreca in Tirana selbst an, um zu erreichen, dass die Regierung unverzüglich alle Opfer des Hoxha-Regimes mit 2000 Lek (14 Euro) für jeden Tag in Haft entschädigt. Mit der Selbstverbrennung wollten sie ihren Forderungen Nachdruck verleihen. Bejko war 47 Jahre alt, das Alter Ndrecas ist unbekannt. Lirak Bejko starb, Gjergj Ndreca überlebte.

#### Bulgarien
In den Jahren 2013 und 2014 häuften sich Selbstverbrennungen in Bulgarien. Seitdem kommt es immer wieder zu derartigen Vorfällen:
- Am 19. Februar 2013 setzte sich der 26-jährige Traian Marechkov aus Veliko Tarnovo in die Mitte eines Zebrastreifens und zündete sich selbst an.[28]
- Am 20. Februar 2013 zündete sich der 36-jährige Bulgare Plamen Goranow vor dem Rathaus in Warna an, um gegen die Politik von Rossen Plewneliew und Bojko Borissow sowie für ein neues Wahlgesetz zu protestieren. Er trug eine Banderole, auf der er den Rücktritt des Bürgermeisters von Warna Kiril Jordanow forderte. Am 4. März 2013 erlag er seinen Verletzungen.[29] Kurz darauf trat der amtierende Bürgermeister der Stadt zurück.[30]
- Am 26. Februar 2013 zündete sich der 53-jährige Ventsislav Vasilev in Radnevo an, nachdem er erklärt hatte, dass er lange in großer Armut gelebt hatte. Er starb am 10. März 2013.[31]
- Am 18. März 2013 zündete sich ein 59-jähriger Minenarbeiter aus der bulgarischen Kleinstadt Bobow Dol mit Benzin an. Der Mann hatte kurz davor seine Arbeit verloren und wurde von seinem Sohn gelöscht.[32]
- Am 20. März 2013 zündete sich ein arbeitsloser 40-jähriger Familienvater im Dorfstadion der bulgarischen Stadt Sitowo aus Protest gegen Armut und Korruption an. Die Ärzte im Marinekrankenhaus in Warna konnten das Leben des Mannes nicht retten.[33]
- Im Juni 2013 zündete sich ein allein lebender 59-jähriger Mann im Hof seines Hauses im bulgarischen Charmanli an.[34]
- Am 12. August 2014 zündete sich eine 38-jährige Frau in Sofia Slatina an, dabei verbrannten 85 % ihrer Haut.[35]
- Am 14. August 2014 zündete sich eine 77-jährige Frau in Ploski an und verstarb an den Folgen.[36]
- Im September 2014 zündete sich ein 42 Jahre alter Mann aus der bulgarischen Stadt Jambol an. Laut Medienangaben stoppte Dimitar Zhelev zwischen den Dörfern Miroljubowo und Izvorishte, zündete sich an und informierte dann seine Frau per Telefon. Er wurde mit schwersten Verbrennungen ins Krankenhaus eingeliefert.[37]
- Im Oktober 2013 zündete sich ein 40-jähriger Mann in Dupniza an.[38]
- Am 3. November 2014 zündete sich die 38-jährige Lidiya Petrova vor dem Präsidentenpalast in Sofia an. Sie wurde mit schweren Verbrennungen in ein Krankenhaus eingeliefert und wurde in künstliches Koma versetzt.[39] Die Frau starb ein paar Tage später.[40]
- Am 4. November 2014 zündete sich ein 48-Jahre alter Mann in der Stadt Sandanski an. 25 Prozent seines Körpers waren von Verbrennungen betroffen.[41]
- In Pernik verbrannte sich eine junge Frau am 19. November 2014.[42]

Im Jahr 2015 wurden durch die bulgarischen Behörden fünf tödliche Selbstverbrennungen registriert, für die Jahre 2016 und 2018 jeweils eine. Im Jahr 2019 zündeten sich in der ersten Februarhälfte ein 51-jähriger Mann aus dem Dorf Burja in der Nähe von Drjanowo, eine 52-jährige Frau auf dem Hof ihres Hauses im Dorf Kamen und ein Vater von zwei Kindern aus der Stadt Rila an.

#### Frankreich
- Im 17. Jahrhundert wurden in Frankreich Fälle von Selbstverbrennungen jesuitischer Priester bekannt, die sich kasteiten und in einem rigorosen Verständnis der Nachfolge Christi bestimmte Gliedmaßen (Arme, Beine) verbrannten.[44]
- Am 13. Februar 2013 zündete sich ein 43-jähriger Franzose vor dem Arbeitsamt in Nantes an, um gegen die Entscheidung des Arbeitsamtes zu protestieren, das Arbeitslosengeld für ihn nicht zu verlängern. Er erlag seinen schweren Verbrennungen.
- Zwei Tage später, am 15. Februar 2013, zündete sich ein 49-jähriger Franzose vor seinem Haus in Saint-Ouen an, um dagegen zu protestieren, dass ihm bald die Arbeitslosenhilfe gestrichen werde. Er überlebte mit Verbrennungen ersten und zweiten Grades an den Händen, im Gesicht und am Oberkörper.[45]
- Ebenfalls am 15. Februar 2013 kam es in Frankreich zu zwei ähnlichen Selbstverbrennungen: Ein 16-jähriger Schüler schüttete im Pausenhof seiner Schule in La Rochelle eine brennbare Flüssigkeit auf seine Brust und zündete sich an. Mitschüler löschten ihn und retteten ihn vor Verletzungen. Das Motiv war unklar. Ein Mann schüttete in einem Supermarkt in Beaune einen 5-Liter-Kanister Benzin über sich und drohte, sich in Brand zu setzen. Polizisten und Feuerwehrleute konnten den Mann überwältigen, bevor er sich anzündete. Auch hier war das Motiv unklar.

#### Italien
- Im Zuge der Staatsschuldenkrise in Italien zündeten sich 2012/13 sechs Menschen an:[46][47][48][49][50]
  - ein 58-jähriger Handwerker vor dem Finanzamt in Bologna, gegen den ein Verfahren wegen Steuerhinterziehung läuft (in einem Abschiedsbrief schrieb er: »Ich habe immer meine Steuern gezahlt.«),
  - wenige Tage später vor dem Rathaus von Verona ein 27-jähriger Marokkaner. Er erhalte seit vier Monaten kein Gehalt, habe seine Wohnung verloren und esse in der Armenmensa,
  - ein 54-jähriger Arbeiter vor dem Parlament in Rom. Der Witwer, der zwei Monaten zuvor seine Arbeit verloren hatte, hatte mit seinen Brüdern um eine Erbschaft gestritten,
  - ein 48-jähriger Arbeitsloser auf einem Feld in Turin. Er schrieb in einem Abschiedsbrief, er verbrenne sich aus Verzweiflung über seine finanzielle Lage,
  - der 52-jährige Frediano Manzi vor dem RAI-Gebäude in Mailand. Er wollte so gegen Kredithaie protestieren. Er überlebte mit schweren Verbrennungen,
  - ein 64-jähriger Hausbesitzer vor seinem in Vittoria. Er hatte eine Hypothek über 10.000 Euro nicht mehr bedient, weshalb die Bank sein Haus für 26.000 Euro zwangsversteigerte. Er zündete auch seine Frau an. Beide überlebten schwer verletzt.
- Am 14. Februar 2013 zündete sich ein Ivorer am Flughafen in Rom an, um gegen seine Abschiebung zu protestieren. Zuvor hatte er einem Zollbeamten seine Abschiebungsanordnung gezeigt, ehe er sich mit Treibstoff übergoss und anzündete. Er überlebte mit schweren Verbrennungen.

#### Litauen
- Am 14. Mai 1972 übergoss sich Romas Kalanta mit drei Litern Benzin und zündete sich im Park vor dem Musiktheater Kaunas an. Er protestiert mit seiner Selbstverbrennung gegen das Sowjetregime.

#### Österreich
- 1786 verbrannte sich ein Bauer in der Obersteiermark auf einem selbst errichteten Scheiterhaufen, um so gegen die Abschaffung von mehreren Feiertagen durch Kaiser Joseph II. zu protestieren.[51]

#### Polen
- Am 8. September 1968 verbrannte sich der ehemalige polnische Widerstandskämpfer Ryszard Siwiec während einer politischen Veranstaltung im Warschauer Zehn-Jahre-Stadion aus Protest gegen den Einmarsch des Warschauer Paktes in die Tschechoslowakei im August 1968 und das sozialistische Regime in Polen.
- Am 21. März 1980 verbrannte sich Walenty Badylak (* 1904) aus Protest gegen das Verschweigen des Massakers von Katyn durch die polnischen Behörden auf dem Hauptmarkt in Krakau.
- Am 19. Oktober 2017 zündete sich der Pole Piotr Szczęsny in Warschau aus Protest gegen die Politik der regierenden Partei Recht und Gerechtigkeit (PiS) an. Er starb zehn Tage später.

#### Russland
- Während des Großen Schismas der Russischen Kirche verbrannten sich Altgläubige in einer als „Feuertaufe“ bekannt gewordenen Aktion.
- Am 2. Oktober 2020 tötete sich Irina Wjatscheslawowna Slawina durch Selbstverbrennung vor dem Gebäude des Polizeihauptquartiers in Nischni Nowgorod.[52]

#### Schweiz
- Am 2. Oktober 1978 setzte sich Lynette Phillips vor dem Hauptgebäude der Vereinten Nationen in Genf in Brand.[53] Sie gehörte der Bewegung Ananda Marga an und hinterließ einen Abschiedsbrief, in dem sie die „Inhumanität (…) unserer Gesellschaft“ anprangerte.
- Am 6. September 2013 verbrannte sich ein Mann vor dem Hauptgebäude der Vereinten Nationen in Genf, um auf das Leiden der Tamilen seit dem Bürgerkrieg in Sri Lanka und auf das der Tibeter durch die chinesische Unterdrückung aufmerksam zu machen.[54]

#### Spanien
- Mitte Februar 2013 ging eine Frau in eine Bank in Almassora nahe Valencia, übergoss sich mit einer brennbaren Flüssigkeit und schrie: „Ihr habt mir alles genommen!“. Danach steckte sie sich in Brand. Sie kam mit schweren Verletzungen in eine Klinik.[55]

#### Tschechoslowakei
- Jan Palach verbrannte sich am 16. Januar 1969 auf dem Wenzelsplatz in Prag, um gegen den Einmarsch von Soldaten der sozialistischen Nachbarländer in die Tschechoslowakei zur Beendigung des sogenannten Prager Frühlings zu protestieren. Schon im September 1968 hatte sich der 59-jährige Ryszard Siwiec deswegen in Warschau angezündet. Ungewiss ist, ob der tschechoslowakische Student von jenem Ereignis wusste.
- Jan Zajíc war am 25. Februar 1969 die „Fackel Nr. 2“ auf dem Prager Wenzelsplatz. Er setzte sich damit gegen die „Normalisierung“ der „realsozialistischen“ Verhältnisse ein (siehe Realsozialismus und Breschnew-Doktrin).

#### Türkei
- Am 10. August 1982 verbrannte sich Artin Penik, ein 61-jähriger christlicher Türke armenischer Herkunft, in Istanbul auf dem belebten Taksim-Platz aus Protest gegen den Terror der Asala.

### Selbstverbrennungen in Asien

#### China
- 23. Januar 2001 Selbstverbrennungsvorfall auf dem Tian’anmen-Platz

#### Indien
- Bekannt ist die traditionelle, religiös erlaubte Witwenselbstverbrennung (Sati) vor allem in Indien.
- Eine südindische psychiatrische Studie zu Geschlechterunterschieden in Suizidmethoden fand 2005 einen deutlich signifikanten Unterschied zwischen indischen Männern und Frauen, die den Weg der Selbstverbrennung als Suizidmethode gewählt hatten: Bei Frauen war Selbstverbrennung mit 8,1 % der betrachteten Suizidversuche die dritthäufigste Methode, unter den männlichen Opfern lag die Rate bei unter zwei Prozent.[56]
- Aus Protest gegen die Einführung von Hindi als indische Amtssprache entzündete sich der 27-jährige Chinnasamy am 27. Januar 1964 im Bundesstaat Tamil Nadu.[57]
- Am 29. Januar 2009 verbrannte sich der Journalist Muthukumar in der indischen Stadt Chennai, um auf das Leiden der Tamilen durch den Bürgerkrieg in Sri Lanka aufmerksam zu machen.
- Aus ähnlichen Beweggründen setzte sich Murugathasan Varnakulasingham am 12. Februar 2009 vor dem Büro der Vereinten Nationen in Genf in Flammen. Bis April 2009 kam es zu insgesamt 22 (versuchten) Selbstverbrennungen aus diesem Motiv in Indien, der Schweiz, Großbritannien und Malaysia.[58]
- Am 29. November 2009 verbrannte sich der Student Siripuram Srikanth im indischen Hyderabad, um für die Teilung von Andhra Pradesh und die Neugründung des Bundesstaates Telangana zu protestieren. Bis August 2010 folgten mindest hundert Fälle von Protestsuiziden,[59] die bis Dezember 2012 andauerten.

#### Tibet
- Seit April 1998 zündeten sich 124 Tibeter und 26 Tibeterinnen aus Protest gegen die chinesische Politik und Unterdrückung Tibets an. 127 von ihnen starben.[60][61]

#### Vietnam
- Am 11. Juni 1963 verbrannte sich der vietnamesische Mönch Thích Quảng Đức in Saigon selbst, um so gegen die Unterdrückung der Buddhisten in Südvietnam durch Präsident Ngô Đình Diệm zu protestieren.
- Am 30. Juli 2012 zündete sich die 64-jährige Đặng Thị Kim Liêng, die Mutter der 46-jährigen vietnamesischen Bloggerin Tạ Phong Tần, vor den örtlichen Behörden ihrer Heimatprovinz Bạc Liêu aus Protest gegen die Inhaftierung ihrer regierungskritischen Tochter und das kommunistische vietnamesische Regime selbst an. Auf dem Weg zum Krankenhaus erlag sie ihren schweren Verletzungen, berichtete ein befreundeter katholischer Priester.[62]

### Selbstverbrennungen im Nahen Osten und Nordafrika

#### Israel
- Am 14. Juli 2012, dem Jahrestag der sozialen Proteste in Israel, zündete sich in Tel Aviv der 57-jährige Moshe Silman im Rahmen der dort stattfinden Demonstration an. Vorher hatte er nach einem Schlaganfall seine Arbeit und schließlich auch noch sein Obdach verloren. Der Mann überlebte zunächst schwerverletzt, einige Tage später erlag er jedoch seinen Verletzungen.[63][64] Eine Woche später hat sich ein fast 50 Jahre alter Rollstuhlfahrer an einer großen Kreuzung bei Tel Aviv angezündet.[65] Laut einem am 24. Juli 2012 im Deutschlandradio Kultur[66] sowie Deutschlandfunk[67] gesendeten Beitrag[68] der ARD-Hörfunkkorrespondentin in Tel Aviv, Bettina Marx, gab es beinahe zwei Dutzend ähnliche Versuche.

#### Tunesien
- Am 17. Dezember 2010 setzte sich der junge Tunesier Mohamed Bouazizi in Sidi Bouzid in Brand. Dies löste eine Welle sozialer Unruhen aus, die schließlich zum Sturz von Zine el-Abidine Ben Ali führten.[69] Im Zuge des darauf folgenden Arabischen Frühlings in mehreren Ländern kam es zu zahlreichen Nachahmungstaten.[70]

### Selbstverbrennungen in Kanada
- 1972 verbrannte sich die 28-jährige Schriftstellerin Huguette Gaulin in Montreal.

### Selbstverbrennungen in den USA
Ab 1965 verbrannten sich in den USA einige Menschen zum Zeichen des Protestes gegen den Vietnamkrieg.
- Die 82-jährige deutsche Einwanderin Alice Herz tötete sich am 16. März 1965 vor der University of Michigan,
- Am 2. November 1965 verbrannte sich der 31-jährige Norman Morrison[71] vor dem Büro des US-Verteidigungsministers Robert McNamara am Pentagon nach der Verlesung eines Berichtes über die Zerstörung vietnamesischer Dörfer durch Napalm.
- Am 9. November 1965 verbrannte sich der 22-jährige Roger Allen LaPorte vor dem UNO-Gebäude in New York City.
- Am 10. Mai 1970 erlag der 23-jährige George Winne Jr. seinen Verbrennungen auf dem Campus der University of California, San Diego mit den Worten „In Gottes Namen, beendet den Krieg“.[44]
- Im Februar 1991 verbrannte sich der Student der University of Massachusetts Amherst Greg Levey in Amherst im Protest gegen den Golfkrieg.[72]
- Am 3. November 2006 verbrannte sich Malachi Ritscher in Chicago aus Protest gegen den Irakkrieg.[73]
- Am 4. Oktober 2013 entzündete sich ein Mann in Washington, D.C. in der Nähe des Kapitols; er starb einige Stunden später an den Verbrennungen.[74]
- Am 22. April 2022, dem Earth Day, entzündete sich Wynn Bruce vor dem Supreme Court, vermutlich aus Protest gegen die Klimakrise und das Vorgehen der Politik gegen diese. Er erlag seinen Verletzungen am folgenden Tag.[75]
- Am 26. Februar 2024 verbrannte sich der Soldat Aaron Bushnell vor der israelischen Botschaft in Washington aus Protest gegen den israelischen Militäreinsatz im Gaza-Streifen. Er erlag kurz danach seinen Verletzungen.[76]